# 松岡忠幸
松岡 忠幸（まつおか ただゆき、1978年7月5日 - ）は、NHKの元アナウンサー、管理職。

## 人物
長崎県長崎市出身。青雲高等学校、東京大学法学部卒業。2002年に入局。

## 嗜好・挿話
NHKラジオ『真打ち競演』『上方演芸会』等のお笑い番組から芸人への憧れを持ち、大学在学中は落語研究会に所属。学生時代にはフランス語の単位を落とし留年した経歴を持つ。学生タレントとして活動し、『めちゃ×2イケてるッ!』で岡村隆史が大学受験をする企画にて家庭教師軍団の一人としても出演した。その後、大学生芸人としての体験やアルバイトの実演販売での経験など人前で喋ることを好み面白いものを伝えたいという思いからアナウンサーを志す。
ペ・ヨンジュンに容姿が似ていることから「偽ヨン様」、自身が『TIGER & BUNNY』のバーナビー・ブルックスJr.のファンであることから「松ナビー」の愛称がある。
マンガやアニメが好きで、高知局時代には「まんさい こうちまんがフェスティバル」に携わり、長野局時代のアナウンサー・キャスター日記では『サマーウォーズ』の陣内侘助や、バーナビー・ブルックスJr.等のコスプレ写真を披露している。また、同局アナウンサーの塩澤大輔とは「高知局・東京（塩澤は首都圏センター）勤務経験」「漫画アニメ好き」の共通点がある。この他プログラミングやボードゲームも好む。
2015年には、NHK・民放連共同ラジオキャンペーン in 北海道 「キタラジ」のNHK札幌放送局代表サポーターを担当。
2025年6月末を以て、金沢局での4年3か月の勤務を終えて東京（放送センター）へ異動することを、自身がキャスターを務めていた夕方ニュース番組『かがのと』で発表。

## 担当番組・業務
☆は担当中。

### 学生タレント時代
- めちゃ×2イケてるッ!（1999年） - 「ヨモギダ少年愚連隊3」にて岡村隆史大学受験の家庭教師軍団の一人として出演。

### 大阪放送局時代
- 関西のニュース・中継・リポート

### 高知放送局時代
- 高知県のニュース・中継・リポート
- とさ金（2006年 - 2010年3月）
- よさこい祭り2008（2008年8月12日）

### 長野放送局時代
- 長野県のニュース・中継・リポート
- 知るしん。〜信州を知るテレビ〜（2010年4月23日 - 2014年7月18日）
- イブニング信州 - リポーター
- 生中継 ふるさと一番!
- うまいッ!「甘くシャキシャキ!高原レタス〜長野・川上村」（2014年8月）
- 御柱祭関連番組（2010年）[16]
- ひるとくテレビ プラザN（2010年 - 2012年）
- ひるブラ「秋!マロン浪漫の街〜長野県 小布施町〜」（2012年10月30日）
- 渋谷DEどーも 双方向まつり 公開生放送スペシャル（2013年5月3日 - 5日）
- さわやか自然百景「長野 阿寺渓谷」（ナレーション・2013年9月22日）

### 札幌放送局時代
- 北海道のニュース・中継・リポート
- うまいッ!「あまく肉厚!寒締めホウレン草〜北海道・平取町〜」（2015年1月18日）
- 北の文芸館〜朗読と音楽のライブセッション〜（2015年3月14日）
- さわやか自然百景 ナレーション（2015年5月3日「北海道 天塩川の春｣）
- 北海道まるごとラジオ（「キタラジ!イケボコンテスト」コーナー担当 2015年10月8日 - 11月26日）
- 藤井孝太郎のログイン!よる☆PA（2015年11月4日 STVラジオ・キタラジキャンペーンに関連し他局ゲスト出演）
- NHK・民放連共同ラジオキャンペーン in 北海道 「キタラジ」関連特番（2015 - 2016年 NHKラジオ第1・FM、HBCラジオ、STVラジオ、AIR-G'、FM NORTH WAVE）
- 今日は一日○○三昧「今日は一日“イケボ”三昧」（2016年1月11日、番組の企画も担当）[17]
- 2017札幌冬季アジア大会（2017年2月・総合テレビスタジオレポーター）
- 北海道クローズアップ（キャスター：2014年9月 - 2017年3月）
- 災害時ローカルニュース派遣出演
  - 御嶽山噴火（2014年9月 長野放送局）
  - 熊本地震（2016年4月 熊本放送局）[18]

### 東京アナウンス室時代（2017年度 - 2020年度）
- 国際報道（NHK BS1・2017年4月3日 - 2019年3月22日） - キャスター
- あさイチ（リポーター）（2019年4月15日 - 2021年3月15日）
- 土曜スタジオパーク（司会）（2020年4月4日 - 2021年3月13日）
- NHK学生ロボコン2019（実況・2019年7月15日（総合テレビ））
- アイデア対決・全国高等専門学校ロボットコンテスト2019全国大会（実況・2019年11月24日（BS4K）・2019年12月29日（総合テレビ））
- あさイチ（近江友里恵の代理司会）（2020年3月27日、8月21日、2021年3月9日、15日）
- ＃声優ぷらす「キングダム」（2020年3月30日・市川紗椰と共に司会）
- ラジオニュース（正午、13時、15時、16時、17時、18時、NHKきょうのニュースの担当）（2020年12月19日）
- デジなび（キャスター）
- アニソン・アカデミー

### 金沢放送局時代（2021年度 - 2025年6月）
- 石川県・北陸地方のニュース
  - newsかがのと
  - おはよう石川→おはようかがのと（不定期）
  - おはよう北陸（不定期）
  - ニュースいしかわ845（不定期）
  - ニュースいしかわ645（不定期）
  - 緊急報道（金沢放送局発）
- かがのとイブニング → かがのと
  - メインキャスター（2021年度 - 2023年12月）
    - 週5日担当（2021年3月29日 - 2023年8月10日）
    - 月 - 水担当（2023年8月21日 - 12月20日 月火水担当）

  - 宮﨑浩輔の編責代理（2024年1月4日 - 2024年3月）
  - 浅野達朗のキャスター代理・編集責任者[注釈 1]（2024年4月1日 - 2025年6月23日）
- 国民文化祭2023 （総合司会・2023年10月14日）
- アナウンスグループ統括
- ぐるっと!～石川～（編集責任者）

### 展開センター時代（2025年7月 - ）
- ☆番組の広報及び宣伝活動業務
- ☆イベントの企画業務
- ☆つながる!NHKメディア・リテラシー教室
- ☆NHKプラス（プレイリスト作成・2025年10月より「NHK ONE」に統合される予定[19]）
- ☆ウェブ記事作成
- ☆SNS
- ☆NHK放送博物館運営
- ☆デスク業務